# Mont Shuksan
Le mont Shuksan est une montagne culminant à 2 783 mètres d'altitude, dans l'État de Washington, aux États-Unis. Elle est située à l'ouest du parc national des North Cascades et à l'est du mont Baker.

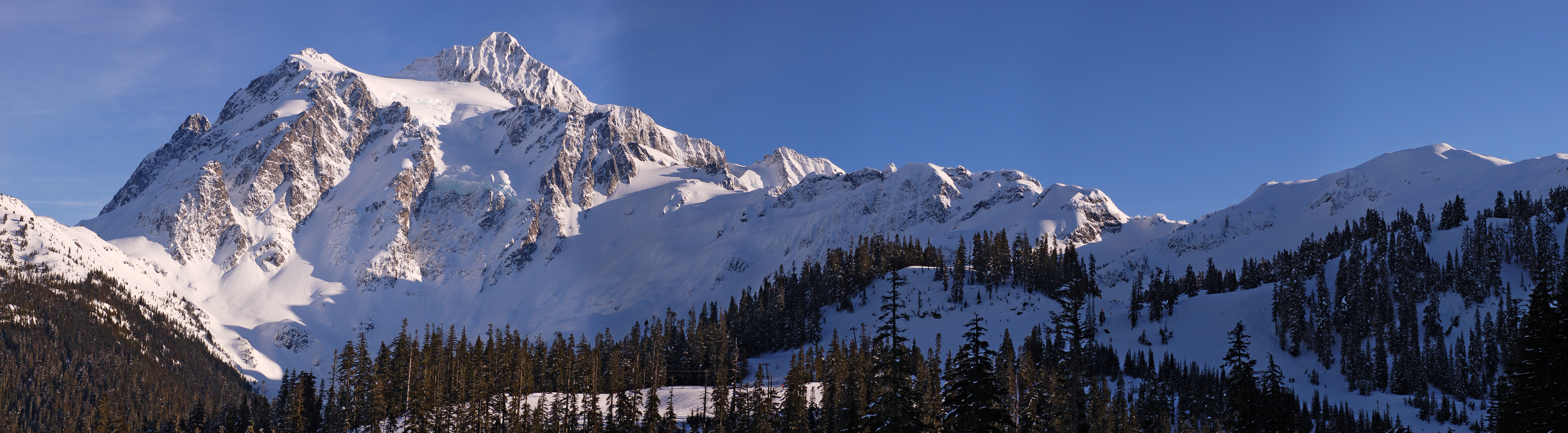
Vue panoramique de la montagne.